# Nombre de Sherwood
Le nombre de Sherwood {\displaystyle (Sh)} est un nombre sans dimension utilisé pour caractériser les transferts de masse entre un fluide et une interface. Il représente le rapport entre le transfert de masse par convection et le transfert par diffusion.
Ce nombre porte le nom de Thomas Kilgore Sherwood, ingénieur chimiste américain.
On le définit de la manière suivante :
{\displaystyle Sh={\frac {K_{c}\,L_{c}}{D}}}
avec :
- Kc - Coefficient de transfert de masse (m.s-1)
- Lc - Longueur caractéristique (m)
- D - Coefficient de diffusion (m2.s-1)

C'est l'équivalent pour le transfert de masse du nombre de Nusselt utilisé pour le transfert thermique.